# Collegio uninominale Sardegna - 01 (Senato della Repubblica 2017)
Il collegio elettorale uninominale Sardegna - 01 è stato un collegio elettorale uninominale della Repubblica Italiana per l'elezione del Senato tra il 2017 ed il 2022.

## Territorio
Come previsto dalla legge elettorale italiana del 2017, il collegio era stato definito tramite decreto legislativo all'interno della circoscrizione Sardegna.
Era formato dal territorio di tutta la città metropolitana di Cagliari e  dai comuni di Buggerru, Burcei, Calasetta, Carbonia, Carloforte, Dolianova, Domus de Maria, Domusnovas, Fluminimaggiore, Giba, Gonnesa, Iglesias, Masainas, Monastir, Musei, Narcao, Nuraminis, Nuxis, Perdaxius, Piscinas, Portoscuso, San Giovanni Suergiu, San Sperate, Santadi, Sant'Anna Arresi, Sant'Antioco, Serdiana, Siliqua, Soleminis, Teulada, Tratalias, Ussana, Villamassargia, Villaperuccio, Villasimius, Villasor e Villaspeciosa nella provincia del Sud Sardegna.
Il collegio era parte del collegio plurinominale Sardegna - 01.

## Eletti
| Elezione | Elezione | Senatore           | Partito             |
| -------- | -------- | ------------------ | ------------------- |
|          | 2018     | Giovanni Marilotti | Movimento 5 Stelle  |
|          | 2021     | Giovanni Marilotti | Partito Democratico |

## Dati elettorali

### XVIII legislatura
Come previsto dalla legge elettorale, 116 senatori erano eletti con sistema a maggioranza relativa in altrettanti collegi uninominali a turno unico.
| Candidati              | Candidati                    | Voti    | %     | Liste                    | Voti    | %     |
| ---------------------- | ---------------------------- | ------- | ----- | ------------------------ | ------- | ----- |
|                        | Giovanni Marilotti ✔️ Eletto | 131 082 | 42,01 | Movimento 5 Stelle       | 131 082 | 42,01 |
|                        | Maria Chiara Basciu          | 99 635  | 31,93 | Forza Italia             | 44 932  | 14,40 |
| Lega                   | Maria Chiara Basciu          | 99 635  | 31,93 | 36 914                   | 11,83   |       |
| Fratelli d'Italia      | Maria Chiara Basciu          | 99 635  | 31,93 | 13 428                   | 4,30    |       |
| Noi con l'Italia - UDC | Maria Chiara Basciu          | 99 635  | 31,93 | 4 361                    | 1,40    |       |
|                        | Daniela Porru                | 52 857  | 16,94 | Partito Democratico      | 43 020  | 13,79 |
| +Europa                | Daniela Porru                | 52 857  | 16,94 | 6 482                    | 2,08    |       |
| Italia Europa Insieme  | Daniela Porru                | 52 857  | 16,94 | 2 306                    | 0,74    |       |
| Civica Popolare        | Daniela Porru                | 52 857  | 16,94 | 1 049                    | 0,34    |       |
|                        | Yuri Marcialis               | 10 977  | 3,52  | Liberi e Uguali          | 10 977  | 3,52  |
|                        | Paolo Porcella               | 6 093   | 1,95  | Autodeterminazione       | 6 093   | 1,95  |
|                        | Mariangela Pedditzi          | 3 240   | 1,04  | Potere al Popolo!        | 3 240   | 1,04  |
|                        | Enrico Balletto              | 2 725   | 0,87  | CasaPound                | 2 725   | 0,87  |
|                        | Carlo Marras                 | 2 483   | 0,80  | Il Popolo della Famiglia | 2 483   | 0,80  |
|                        | Giovanna Delogu              | 1 934   | 0,62  | Partito Comunista        | 1 934   | 0,62  |
|                        | Maria Giustina Argiolas      | 974     | 0,31  | Partito Valore Umano     | 974     | 0,31  |
| Totale                 | Totale                       | 312 000 | 100   |                          | 312 000 | 100   |
|                        |                              |         |       |                          |         |       |
| Voti non validi        | Voti non validi              | 8 487   | 2,65  |                          |         |       |
| Votanti                | Votanti                      | 320 487 | 66,94 |                          |         |       |
| Elettori               | Elettori                     | 478 733 |       |                          |         |       |